# Acritodes cricetomys
Acritodes cricetomys är en skalbaggsart som först beskrevs av Paulian in Delamare-deboutteville och Renaud Maurice Adrien Paulian 1952.  Acritodes cricetomys ingår i släktet Acritodes och familjen stumpbaggar. Inga underarter finns listade i Catalogue of Life.